# Floral Magazine: Comprising Figures and Descriptions of Popular Garden Flowers
Floral Magazine: Comprising Figures and Descriptions of Popular Garden Flowers (abreviado Fl. Mag. (London)) fue una revista con descripciones botánicas que fue editada en Londres en dos series en los años 1861-1881.

## Publicaciones
- Vols. 1-10, 1861-1871;
- n.s. vols. 1-10, 1872-1881¹(n.s. también como vols. 11-20)